# سارة نخلة
سارة نخلة (30 أيار 1990 -)، ممثلة ومذيعة سورية، حصلت على لقب ملكة جمال سوريا لعام 2015 . ووصيفة ملكة جمال العرب 2015.

## حياتها
سارة نخلة فنانه سورية ولدت في الدمام في السعودية وعاشت فيها 13 سنه ثم عادت إلى سوريا واستكملت دراسة صيدلة هناك ثم انتقلت إلى مصر في عام 2013 , تزوجت من الفنان احمد عبد الله محمود 2015 , رفضت اهلها توجهها إلى الوسط الفني ولكنها وجدت تشجيع من والدتها ثم بدأت العمل كمذيعة ثم شاركت في مسابقة ملكة جمال سوريا ومن بعدها مكلة جمال العرب، حصلت على لقب ملكة جمال سوريا لعام 2015 . ووصيفة ملكة جمال العرب 2015.
شاركت في أول عمل تمثيلي لها بعد ترشيحها من محمد الباسوسي رئيس لجنة تحكيم (ملكة جمال العرب) لمسلسل الدخول في الممنوع إخراج محمد النجار. تعمل إلى الآن موديل فاشن شو.وموديل في كليبات اخرها زمن الحنية مع المغني موسى، وهي كاتبة جيدة كتبت بعض الاغاني وكتبت بعض حلقات سكيتش في المسلسل السوري «بقعة ضوء» وبرنامج CBM على شاشة ال MBC.
شاركت في برنامج اراب كاستينغ لعام 2015.

## تعليمها
- مدرسة الثانوية عادلة بيهم الجزائري في منطقة المالكي في دمشق.
- تخصص صيدلة في جامعة دمشق.

## أعمالها
- للحب فرصة أخيرة.
- فيلم قصر البارون.
- مسلسل الدخول في الممنوع.
- كليب زمن الحنية.
- مسلسل حكايتي مع ياسمين صبري.

## وصلات خارجية
- سارة نخلة على موقع قاعدة بيانات الأفلام العربية
- بالصور.. الفنان أحمد عبدالله يحتفل بعيد ميلاد زوجته سارة نخلة